# Млађен Шљиванчанин
Млађен Шљиванчанин (Београд, 1. јул 1985) је бивши српски кошаркаш.
Каријеру је почео у Партизану, а наставио у суботичком Спартаку 2003. Следеће сезоне је прешао у немачки клуб Скајлајнерс Франкфурт, са којим је освојио првенство Немачке. Наредну сезону је играо у Келну, а 2007. је потписао уговор са Црвеном звездом. У УЛЕБ купу је просечно бележио 5,4 поена. Каријеру је после Црвене звезде наставио у руској Самари. Године 2006. са Келном је освојио Суперкуп а 2007. и куп Немачке. Играо је за пионирску, кадетску и јуниорску репрезентацију СР Југославије. На кадетском првенству Европе освојио с репрезентацијом златну медаљу.
Млађен Шљиванчанин је син официра ЈНА Веселина Шљиванчанина, правоснажно осуђеног на десет година за ратне злочине током рата у Хрватској.